# Метод Грама

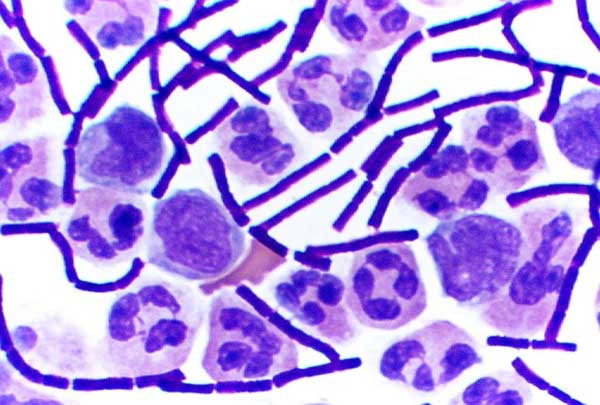
Грамположительная Bacillus anthracis (фиолетовые палочки) в образце спинномозговой жидкости. (Другие клетки — лейкоциты)

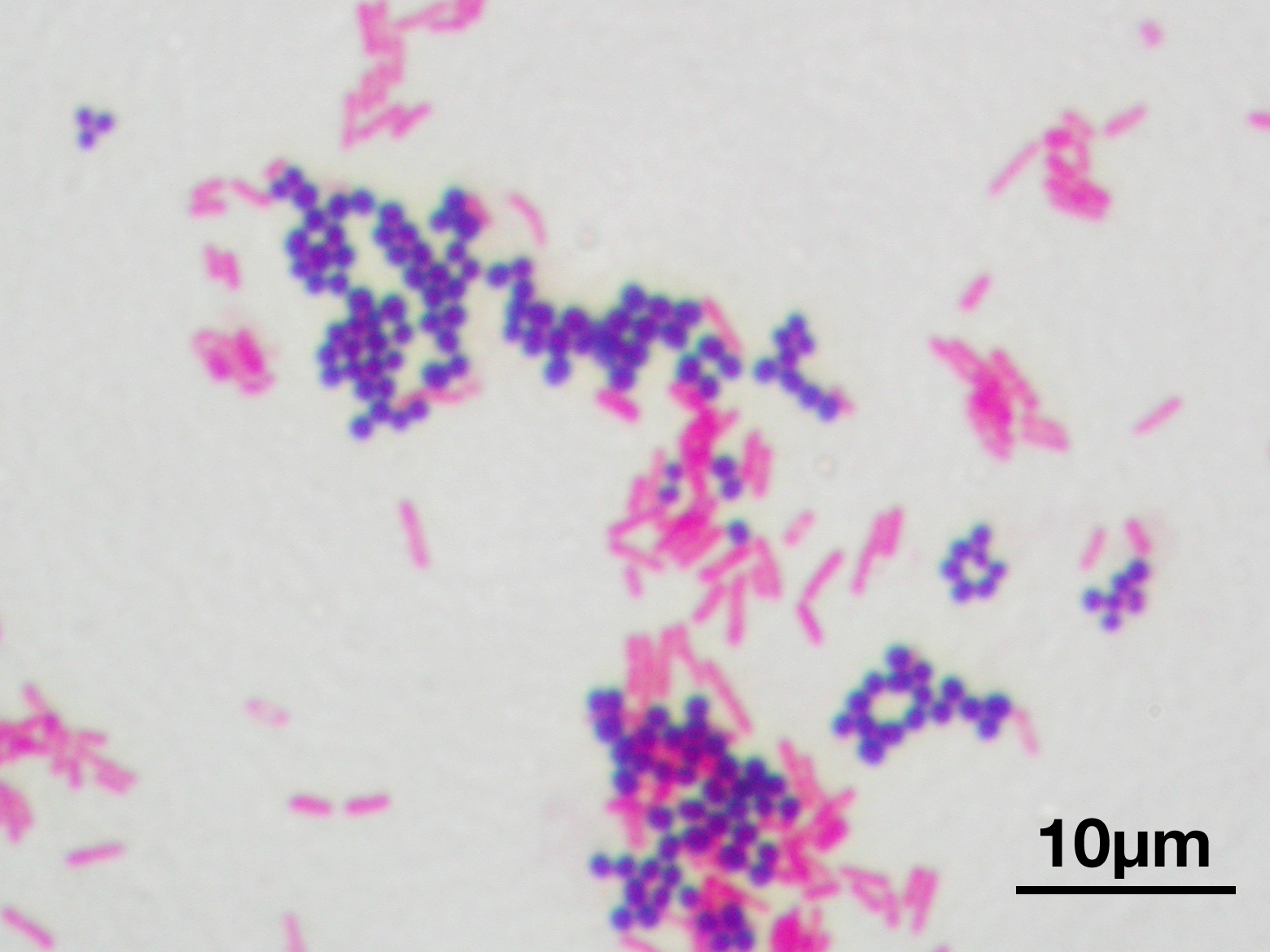
Окраска по Граму Staphylococcus aureus (грамположительные кокки) и Escherichia coli (грамотрицательные бациллы)

Метод Грама — метод окраски микроорганизмов для исследования, позволяющий дифференцировать бактерии по биохимическим свойствам их клеточной стенки. Предложен в 1884 году датским врачом Гансом Кристианом Грамом.
По Граму бактерии окрашивают анилиновыми красителями — генциановым или метиловым фиолетовым и др., затем краситель фиксируют раствором иода. При последующем промывании окрашенного препарата спиртом те виды бактерий, которые оказываются прочно окрашенными в синий цвет и имеющие толстую клеточную стенку, называют грамположительными бактериями, обозначаются Грам (+), — в отличие от грамотрицательных (тонкая клеточная стенка), Грам (−), которые при промывке обесцвечиваются.
После промывания растворителем при окрашивании по Граму добавляется контрастный красный краситель, который окрашивает все грамотрицательные бактерии в красный или розовый цвет. Тест классифицирует бактерии, разделяя их на две группы относительно строения их клеточной стенки.

## Использование в диагностике
Окраска по Граму имеет большое значение в систематике бактерий, а также для микробиологической диагностики инфекционных заболеваний.
Грамположительны кокковые (кроме представителей рода Neisseria) и спороносные (за исключением Coxiella burnetii) формы бактерий, они окрашиваются в сине-чёрный (тёмно-синий) цвет.
Грамотрицательны многие неспороносные бактерии, они окрашиваются в красный или розовый цвет.

## Техника проведения окраски
Окраска по Граму относится к сложному способу окраски, когда на мазок воздействуют двумя красителями, из которых один является основны́м, а другой — дополнительным. Кроме красящих веществ при сложных способах окраски применяют обесцвечивающие вещества: спирт, кислоты и др.
Для окраски по Граму чаще используют анилиновые красители трифенилметановой группы: генциановый, метиловый фиолетовый или кристаллвиолет. Грамположительные микроорганизмы дают прочное соединение с указанными красителями и йодом. При этом они не обесцвечиваются при воздействии на них спиртом, вследствие чего при дополнительной окраске фуксином грамположительные микроорганизмы не изменяют первоначально принятый фиолетовый цвет.
Грамотрицательные микроорганизмы образуют с основными красителями и иодом легко разрушающееся под действием спирта соединение. В результате микробы обесцвечиваются, а затем окрашиваются фуксином, приобретая красный цвет.

### Подготовка материала для окраски
1. Исследуемый материал распределяют тонким слоем по поверхности хорошо обезжиренного предметного стекла.
2. Приготовленный мазок высушивают на воздухе и после полного высыхания фиксируют.
3. Гистологические срезы готовят по стандартной методике, фиксируя кусочки тканей в формалине и заливая в парафин.

### Фиксация
При фиксировании мазок закрепляется на поверхности предметного стекла, и поэтому при последующей окраске препарата микробные клетки не смываются. Кроме того, убитые микробные клетки окрашиваются лучше, чем живые.
Различают физический способ фиксации, в основу которого положено воздействие высокой температуры на микробную клетку, и химические способы, предусматривающие применение химических средств, вызывающих коагуляцию белков цитоплазмы.

#### Физический способ фиксации
Предметное стекло с препаратом берут пинцетом или I и II пальцами правой руки за рёбра мазком кверху и плавным движением проводят 2—3 раза над верхней частью пламени горелки. Весь процесс фиксации должен занимать не более 2 с.
Надёжность фиксации проверяют следующим приёмом: свободную от мазка поверхность предметного стекла прикладывают к тыльной поверхности левой кисти. При правильном фиксировании мазка стекло должно быть горячим, но не вызывать ощущения ожога (70—80°C).

#### Химический способ фиксации
Для фиксации мазков применяют метиловый спирт, ацетон, смесь Никифорова (смесь этилового спирта 96 % и наркозного эфира в соотношении 1:1), жидкость Карнуа (96-процентного этилового спирта — 60 %, хлороформа — 30 %, ледяной уксусной кислоты — 10 %), спирт-формол (40-процентного формалина — 5 мл, 96-процентного этилового спирта — 95 мл). Предметное стекло с высушенным мазком погружают в склянку с фиксирующим веществом на 10—15 минут и затем высушивают на воздухе. Применяется также фиксация в парах 40-процентного формалина в течение нескольких секунд.

### Процесс окрашивания мазков
1. На фиксированный мазок наливают один из осно́вных красителей на 2—3 минуты. Во избежание осадков окрашивают через фильтровальную бумагу.
2. Сливают краску, аккуратно удаляют фильтровальную бумагу. Мазок заливают раствором Люголя или йодистым раствором по Граму (водный раствор йодида калия и кристаллического йода в соотношении 2:1) на 1—2 минуты до почернения препарата.
3. Раствор сливают, мазок прополаскивают 96° этиловым спиртом или ацетоном, наливая и сливая его, пока мазок не обесцветится и стекающая жидкость не станет чистой (приблизительно 20—40—60 секунд).
4. Тщательно промывают стекла в проточной или дистиллированной воде 1—2 мин.
5. Для выявления грамотрицательной группы бактерий препараты дополнительно окрашивают фуксином или сафранином (2—5 мин).
6. Промывают в проточной воде и высушивают фильтровальной бумагой.

## Техника окраски бактерий в гистологических срезах по Граму-Вейгерту
1. Депарафинированные срезы доводят до воды.
2. Окрашивают 20 мин в 1 % растворе парарозанилина или основного фуксина в 1 % уксусной кислоте (раствор красителя нагревают до кипения, охлаждают и фильтруют).
3. Промывают в 3 сменах дистиллированной воды.
4. Окрашивают 5 мин в 1 % кристаллического фиолетового в дистиллированной воде.
5. Быстро ополаскивают в 1 % растворе хлорида натрия.
6. Обрабатывают 30 с в смеси: 1 часть иода + 2 части йодида калия + 100 частей дистиллированной воды.
7. Промокают фильтровальной бумагой.
8. Дифференцируют, нанося на срез смесь равных объёмов анилина и ксилола (1 — 2 мл); растворы сливают до тех пор, пока облачка красителя не перестанут отходить от среза.
9. Проводят через 3 смены ксилола.
10. Заключают в бальзам или любую смолу, растворённую в ксилоле.

Результат: грамположительные бактерии — сине-чёрные, фибрин — фиолетовый, ядра — красные.